# Yard mégalithique
Le yard mégalithique est une unité de mesure de 2,72 pieds impériaux, soit 82,9 cm, précise à 0,003 pied près (~1 mm),, qui aurait été utilisée par les « peuples mégalithiques », des îles Britanniques et de Bretagne.

## Historique
L'idée d'une mesure étalon pour la construction de sites mégalithiques remonte au moins au XVIIIe siècle, avec William Stukeley qui en 1740 lors de son étude de Stonehenge suggère l'utilisation d'une coudée d'environ 53 cm pour la construction du monument. Elle est reprise ensuite par d'autres auteurs comme par exemple René Kerviler qui en 1905 incline pour une mesure d'environ 26 m divisée en 48 coudées d'environ 53-54 cm pour les monuments mégalithiques d'Armorique.
Cependant ceux-ci se fondent sur l'étude d'un site ou d'un nombre restreint de sites. En 1955 Alexander Thom, ingénieur écossais, propose une unité de mesure, la brasse (fathom) mégalithique, fondée sur l'étude systématique de nombreux sites de Grande-Bretagne, à partir de relevés soignés qu'il mène sur le terrain avec théodolite et chaîne d'arpenteur et des plans précis qu'il établit. À cette brasse mégalithique de 5,44 pieds, il préfère dans un article de 1962 une unité principale deux fois moindre de 2,72 pieds qu'il appelle le yard mégalithique, et qu'il juge utilisée avec une précision proche du millième, à 0,003 pieds près (~1 mm).
Pour Thom la détermination de son unité étalon, fondée essentiellement sur une analyse statistique des diamètres de cercles de pierres levées (cromlech), est établie en 1955, et il se contentera ensuite de « vérifier » l'utilisation de cette unité pour ses relevés postérieurs, ce qui met en jeu des outils statistiques nettement plus simples. Cette proposition de Thom est étroitement liée à celle d'une géométrie fondée sur les triangles pythagoriciens pour la construction de ces cercles.
Le haut degré de précision que Thom soutient n'est pas compatible avec une diffusion par recopies successives de règles étalons, mais suppose, comme il l'écrit lui-même, une organisation centralisée, capable de produire et de diffuser ces règles étalons à travers les îles Britanniques et la Bretagne continentale.
A. Thom n'est pas le premier à avoir émis l'hypothèse d'une unité de mesure « mégalithique » mais les méthodes de recherche de Thom ont relancé l'intérêt pour des interprétations archéoastronomiques des monuments préhistoriques. D'autres relevés systématiques furent réalisés par l'Écossais Miln, l'Allemand Schuchardt et l'Autrichien Mondrijan.
Les conclusions de Thom ont été invalidées après de nouvelles analyses statistiques et la mise en évidence de certains biais dans le choix de ses données. Cependant, l'usage répandu à l'époque mégalithique d'un système de mesures (moins précises) fondées sur le corps humain reste envisageable.